# اسپرس کبیر
اسپرس کبیر (نام علمی: Onobrychis major) نام یک گونه از سرده اسپرس است.